# Ronde van Italië 2024/Vierde etappe
De vierde etappe van de Ronde van Italië 2024 vond plaats op 7 mei. Deze etappe werd gewonnen door Jonathan Milan die met deze zege zijn tweede ritsucces boekte in de Giro. Milan was de sterkste na een massasprint, naast hem op het podium stonden Kaden Groves en Phil Bauhaus.
Tadej Pogačar bleef leider in het algemene en bergklassement na deze rit. Milan nam de puntentrui over van Tim Merlier die de vorige etappe won. De leiding in het ploegenklassement werd overgenomen door INEOS Grenadiers. Na deze etappe staan er maar liefst drie Colombiaanse renners in de top tien van het algemene klassement; Martínez (3e), Rubio (5e) en Chaves (10e).

## Uitslagen
| Acqui Terme - Andora (190 km) |                   |                               |          |
| Plaats                        | Naam              | Ploeg                         | tijd     |
| Winnaar                       | Jonathan Milan    | Lidl-Trek                     | 4u16'03" |
| 2                             | Kaden Groves      | Alpecin-Deceuninck            | z.t.     |
| 3                             | Phil Bauhaus      | Bahrain-Victorious            | z.t.     |
| 4                             | Olav Kooij        | Team Visma-Lease a Bike       | z.t.     |
| 5                             | Tim Merlier       | Soudal Quick-Step             | z.t.     |
| 6                             | Davide Ballerini  | Astana Qazaqstan Team         | z.t.     |
| 7                             | Fernando Gaviria  | Movistar Team                 | z.t.     |
| 8                             | Enrico Zanoncello | VF Group-Bardiani CSF-Faizanè | z.t.     |
| 9                             | Madis Mihkels     | Intermarché-Wanty             | z.t.     |
| 10                            | Giovanni Lonardi  | Team Polti Kometa             | z.t.     |

| Algemeen klassement |                        |                         |           |
| Plaats              | Naam                   | Ploeg                   | Tijd      |
| Roze trui           | Tadej Pogačar          | UAE Team Emirates       | 15u19'05" |
| 2                   | Geraint Thomas         | INEOS Grenadiers        | + 46"     |
| 3                   | Daniel Felipe Martínez | BORA-Hansgrohe          | + 47"     |
| 4                   | Cian Uijtdebroeks      | Team Visma-Lease a Bike | + 55"     |
| 5                   | Einer Rubio            | Movistar Team           | + 56"     |
| 6                   | Lorenzo Fortunato      | Astana Qazaqstan Team   | + 1'07"   |
| 7                   | Juan Pedro López       | Lidl-Trek               | + 1'11"   |
| 8                   | Jan Hirt               | Soudal Quick-Step       | + 1'13"   |
| 9                   | Aleksej Loetsenko      | Astana Qazaqstan Team   | + 1'26"   |
| 10                  | Esteban Chaves         | EF Education-EasyPost   | z.t.      |
|                     |                        |                         |           |
| 29                  | Thymen Arensman        | INEOS Grenadiers        | + 4'09"   |

## Opgaven
De Nederlander Bram Welten ging niet meer van start vanwege ziekte. Vroeg in de etappe gaf de Noor Torstein Træen op, als gevolg van zijn valpartij in de eerste etappe. De Eritreër Biniam Girmay kwam in korte tijd tweemaal ten val, waarna ook hij er de brui aan gaf.
Niet gestart
Bram Welten (Team dsm-firmenich PostNL)
Niet gefinisht
Torstein Træen (Bahrain Victorious)
Biniam Girmay (Intermarché-Wanty)
1e etappe ·
2e etappe ·
3e etappe ·
4e etappe ·
5e etappe ·
6e etappe ·
7e etappe ·
8e etappe ·
9e etappe ·
10e etappe ·
11e etappe ·
12e etappe ·
13e etappe ·
14e etappe ·
15e etappe ·
16e etappe ·
17e etappe ·
18e etappe ·
19e etappe ·
20e etappe ·
21e etappe
Startlijst · Eindstanden · Afbeeldingen